# Lake Aleknagik
Der Lake Aleknagik ist ein 32 km langer See im Südwesten von Alaska.
Der See liegt in den östlichen Ausläufern der Wood River Mountains, unmittelbar südlich des Wood-Tikchik State Parks. An seinem südöstlichen Ende liegt die Ortschaft Aleknagik.
Gespeist wird der See von mehreren Gebirgsbächen und dem Agulowak River, der den Lake Aleknagik mit dem nördlich gelegenen Lake Nerka verbindet. Der Abfluss erfolgt über den Wood River, der bei Dillingham in den Nushagak River mündet, der wenig später in die Bristol Bay, eine Bucht des Beringmeers, fließt.